# Kronokommissarie
Kronokommissarie är en tjänstetitel för en befordrad kronoinspektör vid Kronofogdemyndigheten. Kronokommissarien har antingen operativa eller administrativa arbetsuppgifter. År 2011 fanns ca 100 st kronokommissarier anställda vid Kronofogdemyndigheten.